# День саамского флага
День саамского флага — официальный международный день саамского флага. Утверждён в 2017 году.

## История
19-я Саамская конференция, проходившая в конце октября 2008 года в городе Рованиеми в Финляндии, выступила с предложением сделать день рождения Эльзы Лаулы Ренберг днём саамского флага и направила вопрос в комитет по национальным саамским символам. 
В июне 2015 года Комитет рассмотрел (§ 18) этот вопрос, постановив: «Комитет постановил предложить Саамскому парламентскому совету и Союзу саамов назначить день рождения Эльзы Лаулы Ренберг официальным днем саамского флага. В связи с этим комитет подготовит вопрос, чтобы предложение по решению было представлено Союзу саамов и Саамскому парламентскому совету.». 
Состоявшаяся 11 февраля 2017 года 21-я Саамская конференция приняла решение назначить день рождения Эльзы Лаулы Ренберг 29 ноября официальным Днём саамского флага. В этот день, начиная с 2017 года, должны подниматься саамские флаги.